# Касер (Нью-Йорк)
Касер (англ. Kaser) — селище (англ. village) в США, в окрузі Рокленд штату Нью-Йорк. Населення — 5491 особа (2020).

## Географія
Касер розташований за координатами 41°7′16″ пн. ш. 74°4′7″ зх. д. / 41.12111° пн. ш. 74.06861° зх. д. (41.121233, -74.068583).  За даними Бюро перепису населення США в 2010 році селище мало площу 0,45 км², уся площа — суходіл.

## Демографія
Згідно з переписом 2010 року, у селищі мешкали 4724 особи в 876 домогосподарствах у складі 849 родин. Густота населення становила 10587 осіб/км².  Було 929 помешкань (2082/км²).
Расовий склад населення:
| - 99,5 % — білих - 0,1 % — азіатів |

До двох чи більше рас належало 0,2 %. Частка іспаномовних становила 0,9 % від усіх жителів.
За віковим діапазоном населення розподілялося таким чином: 60,0 % — особи молодші 18 років, 38,5 % — особи у віці 18—64 років, 1,5 % — особи у віці 65 років та старші. Медіана віку мешканця становила 12,9 року. На 100 осіб жіночої статі у селищі припадало 105,5 чоловіків;  на 100 жінок у віці від 18 років та старших — 100,6 чоловіків також старших 18 років.
Середній дохід на одне домашнє господарство  становив 30 675 доларів США (медіана — 20 048), а середній дохід на одну сім'ю — 31 197 доларів (медіана — 20 216). Медіана доходів становила 26 433 долари для чоловіків та 30 550 доларів для жінок. За межею бідності перебувало 73,7 % осіб, у тому числі 79,2 % дітей у віці до 18 років та 0,0 % осіб у віці 65 років та старших.
Цивільне працевлаштоване населення становило 1345 осіб. Основні галузі зайнятості: освіта, охорона здоров'я та соціальна допомога — 53,0 %, роздрібна торгівля — 14,3 %, науковці, спеціалісти, менеджери — 10,4 %, фінанси, страхування та нерухомість — 9,4 %.